# Komsomolskaja (stacja szybkiego tramwaju)
Komsomolskaja – podziemna stacja linii ST1 i ST2 szybkiego tramwaju w Wołgogradzie, w Rosji. Położona jest między stacjami Płoszczad´ Lenina i Pionierskaja, na terenie rejonu Centralnego.

## Historia
Stacja została uruchomiona 5 listopada 1984 r. w ramach pierwszego etapu budowy linii szybkiego tramwaju.
Nazwa pochodzi od ulicy o tej samej nazwie.

## Konstrukcja
Na głębokości 10 metrów pod ziemią znajdują się dwa tory tramwajowe rozdzielone peronem wyspowym. Dostęp do peronu umożliwiają schody ruchome. Stacja ozdobiona jest marmurem w kolorze różowym. Ściany udekorowano także mosiężnymi wstawkami.

## Galeria

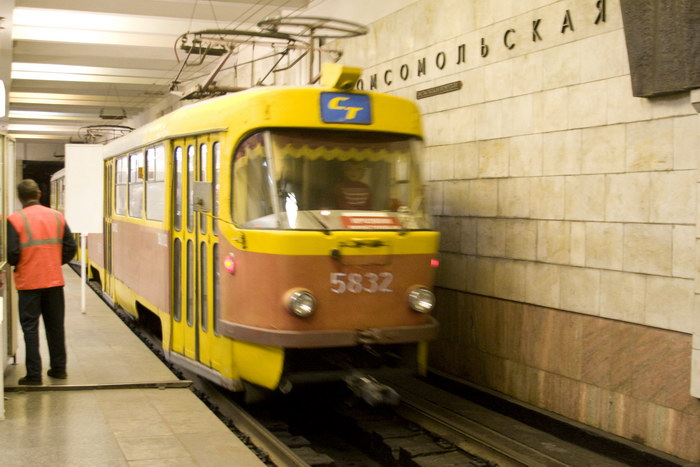
Skład tramwajów Tatra T3SU na stacji
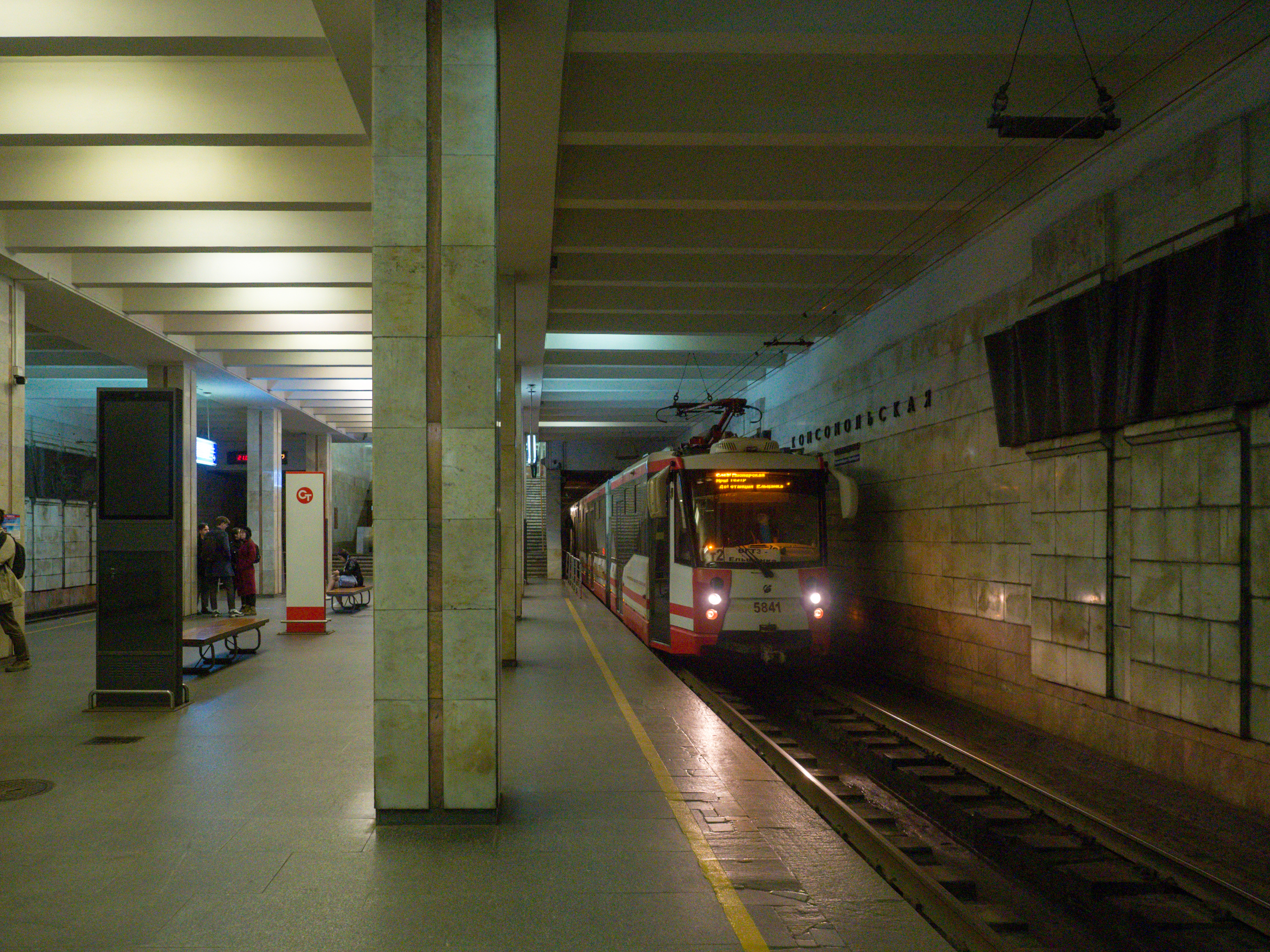
LWS-2009 na stacji Komsomolskaja
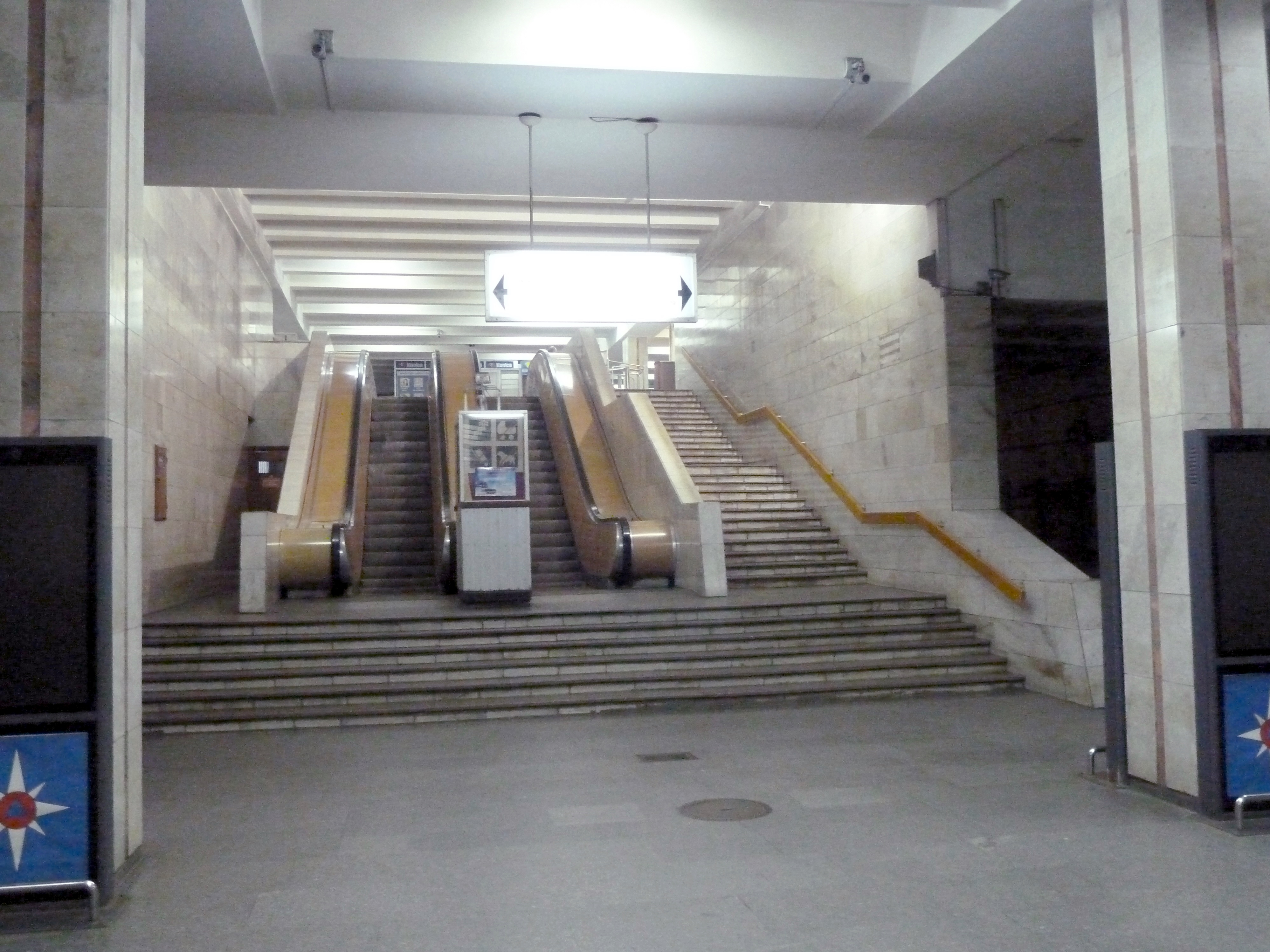
Schody ruchome